# Fabian Koch
Fabian Koch (sinh 24 tháng 6 năm 1989) là một cầu thủ bóng đá Áo thi đấu cho SK Sturm Graz.